# Houlletia sanderi
Houlletia sanderi är en orkidéart som beskrevs av Robert Allen Rolfe. Houlletia sanderi ingår i släktet Houlletia och familjen orkidéer. Inga underarter finns listade i Catalogue of Life.